# Ллойд, Джеффри
Сэр Джеффри Эрнест Ричард Ллойд (англ. Geoffrey Ernest Richard Lloyd, род. 25 января 1933 года) — историк, преподаватель античной истории и медицины Кембриджского университета. Ллойд возглавляет Нидэмский институт исследований в Кембридже, Англия, занимающийся изучением наук, технологий и медицины Восточной Азии.
В 1983 году избран членом Британской академии. В 1987 году он получил медаль Джорджа Сартона «Общества историков науки». В 2013 году получил премию Дэна Дэвида за современное наследие древнего мира. 

## Ранние годы
Родился в Лондоне, откуда, спустя два месяца после его рождения, семья перебралась в Уэльс. Отец, валлиец по происхождению, был врачом и специализировался на лечении туберкулеза. Семья постоянно переезжала, почему Джеффри сменил шесть школ. В итоге, он получил стипендию в Чартерхаусе, одной из девяти старейших престижных мужских привилегированных средних школ, где, несмотря на равнодушное отношение преподавателей, преуспел в математике. Там же, под руководством Уилфрида Нойса, выучил итальянский. Учебная программа базировалась на трудах классиков, точки зрения которых студентам надо было придерживаться. Позднее Ллойд раскритикует такую систему обучения. Получив очередную стипендию в Королевском колледже Кембриджа, он попал под влияние Джона Ворона — специалиста в изучении периода досократиков. Ллойд провел год в Афинах (1954—1955), где изучил современный греческий язык и научился играть на бузуки.

## Карьера
Изучение трудов греческих философов привило ему интерес к антропологии. Его докторская диссертация, написанная под руководством Джеффри Кирка, была посвящена идее полярности и аналогии в греческой мысли. Окончательно доработанный, этот тезис был опубликован в 1966 году. В 1958 году Ллойд был призван на военную службу. 14 марта 1959 года после обучения он был назначен вторым лейтенантом разведывательного корпуса британской армии и был отправлен на Кипр после мятежа ЭОКА. По возвращении в Кембридж в 1960 году и общения с Эдмундом Личом, Ллойд обращается к изучению формирующегося подхода структурной антропологии, сформулированного Клодом Леви-Строссом. В 1965 году, благодаря поддержке Моисея Финли, Ллойд был назначен ассистентом лектора. В 1987 Ллойд посетил Китай. Эта поездка сподвигла его обратиться к изучению классического китайского языка, что расширило круг его возможных исследований. Позднее, Ллойд, базируясь на исследованиях Джозефа Нидэма, анализирует различия политических культур Древнего Китая и Греции, сложившихся под влиянием различных форм научного дискурса этих стран. В 1989 году он был назначен профессором Дарвин-колледжа, где по сей день остается в качестве Почетного товарища. В настоящее время Ллойд большую часть времени проводит в Испании.

## Награды
В 1995 году был избран почетным иностранным членом Американской академии искусств и наук, в 1997 году — Международной академии истории науки, в том же году посвящён в рыцари за «Заслуги перед историей мысли». В 2015 году он был избран членом учёного Общества Уэльса (FLSW). В настоящий момент Ллойд является членом Консультативного совета Международного научного форума.

## Публикации
1966. Polarity and Analogy: Two Types of Argumentation in Early Greek Thought. Cambridge: Cambridge University Press, ISBN 0-521-05578-4; reprint Bristol Classical Press, 1922. ISBN 0-87220-140-6.
1968. Aristotle: The Growth and Structure of his Thought. Cambridge: Cambridge University Press, ISBN 0-521-09456-9.
1970. Early Greek Science: Thales to Aristotle. New York: W.W. Norton & Co. ISBN 0-393-00583-6.
1973. Greek Science after Aristotle. New York: W.W. Norton & Co., 1973. ISBN 0-393-00780-4.
1978. Aristotle on Mind and the Senses (Cambridge Classical Studies). Cambridge: Cambridge University Press, ISBN 0-521-21669-9.
1979. Magic Reason and Experience: Studies in the Origin and Development of Greek Science. Cambridge: Cambridge University Press, ISBN 0-521-29641-2.
1983. Science, Folklore and Ideology. Cambridge: Cambridge University Press, ISBN 0-521-27307-2.
1987. The Revolutions of Wisdom: Studies in the Claims and Practice of Ancient Greek Science (Sather Classical Lectures, 52). Berkeley: University of California Press, ISBN 0-520-06742-8.
1990. Demystifying Mentalities. Cambridge: Cambridge University Press, ISBN 0-521-36680-1.
1991. Methods and Problems in Greek Science. Cambridge: Cambridge University Press, ISBN 0-521-39762-6
1996. Adversaries and Authorities: Investigations into ancient Greek and Chinese Science. Cambridge: Cambridge University Press, ISBN 0-521-55695-3.
1996. Aristotelian Explorations. Cambridge: Cambridge University Press, ISBN 0-521-55619-8.
2002. The Ambitions of Curiosity: Understanding the World in Ancient Greece and China. Cambridge: Cambridge Univ. Pr. ISBN 0-521-81542-8.
2002. with Nathan Sivin. The Way and the Word: Science and Medicine in Early China and Greece. New Haven: Yale University Press. ISBN 0-300-10160-0.
2003. In the Grip of Disease: Studies in the Greek Imagination. New York: Oxford University Press, ISBN 0-19-927587-4.
2004. Ancient Worlds, Modern Reflections: Philosophical Perspectives on Greek and Chinese Science and Culture. New York: Oxford University Press, ISBN 0-19-928870-4.
2005. The Delusions of Invulnerability: Wisdom and Morality in Ancient Greece, China and Today. London: Duckworth. ISBN 0-7156-3386-4.
2006. Principles And Practices in Ancient Greek And Chinese Science (Variorum Collected Studies Series). Aldershot: Ashgate. ISBN 0-86078-993-4.
2007. Cognitive Variations: Reflections on the Unity and Diversity of the Human Mind. New York: Oxford University Press ISBN 0-19-921461-1.
2009. Disciplines in the Making, Oxford University Press, pp. viii + 215. ISBN 978-0-19-956787-4.
2012. Being, Humanity and Understanding, Oxford University Press, pp. 136. ISBN 978-0-19-965472-7.
2014. The Ideals of Inquiry, Oxford University Press, pp. 163. ISBN 978-0-19-870560-4.
2015. Analogical Investigations: Historical and Cross-Cultural Perspectives on Human Reasoning, Cambridge University Press, pp. 139. ISBN 978-1-107-10784-7.